# Železniška postaja Trebnje
Železniška postaja Trebnje je ena izmed železniških postaj v Sloveniji, ki oskrbuje bližnje naselje Trebnje.